# Les Protégés de Jim
Pour plus de détails, voir Fiche technique et Distribution.
Les Protégés de Jim (titre original : Jes' Call Me Jim) est un film américain muet réalisé par Clarence G. Badger, sorti en 1920,.

## Fiche technique

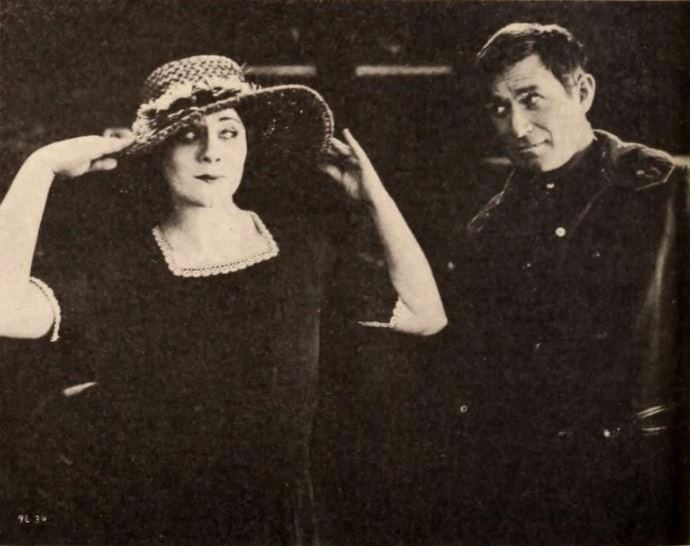
Irene Rich et Will Rogers, publicité parue dans le Exhibitors Herald du 29 mai 1920.

- Titre original : Jes' Call Me Jim
- Réalisation : Clarence G. Badger
- Scénario : Thompson Buchanan, Edward T. Lowe Jr., d'après le roman Seven Oaks de James G. Holland
- Photographie : Marcel Le Picard
- Production : Samuel Goldwyn
- Société de production : Goldwyn Pictures Corporation
- Pays de production :  États-Unis
- Format : noir et blanc — 35 mm — 1,33:1 — Film muet
- Durée : 60 minutes - 6 bobines
- Dates de sortie : 
  - États-Unis : 23 mai 1920
  - France : 8 septembre 1922

## Distribution
- Will Rogers : Jim Fenton
- Irene Rich : Miss Butterworth
- Lionel Belmore : Belcher
- Raymond Hatton : Paul Benedict
- Jimmy Rogers : Harry Benedict
- Bert Sprotte : Buffum
- Nick Cogley : Mike Conlin
- Sidney De Gray : Sam Yates

## Conservation
Une copie du film est conservée au Museum of Modern Art à New York.

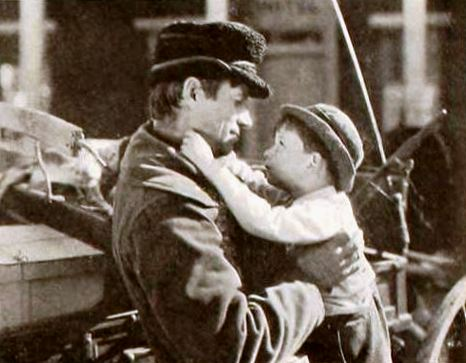
Will Rogers et l'enfant Jimmy Rogers, photographie publicitaire parue dans Motion Picture News du 1 mai 1920.